# West End Girls (East 17-dal)
A West End Girls című dal a brit fiúcsapat East 17 ötödik kimásolt kislemeze a Walthamstow albumukról. A dal mérsékelt siker volt.
A dal egy feldolgozás, melyet a Pet Shop Boys nevű brit duó vitt sikerre 1984-ben.

## Megjelenések
7"   London Records 857 208-7
- A West End Girls (Faces On Posters Mix) - 4:30 Mixed By – Jeremy Allom, Mykaell Riley, Producer – Groove Corporation, Mykaell Riley
- B West End Girls (Kicking In Chairs Mix) - 3:53 Mixed By – Phil Harding & Ian Curnow, Producer – Phil Harding & Ian Curnow

CD Mini  London Records PODD-1033
1. West End Girls (Faces On Posters Mix) - 4:30 Mixed By – Jeremy Allom, Mykaell S Riley, Producer – Groove Corporation, Mykaell S Riley
2. West End Girls (Kicking In Chairs Mix) - 3:59 Producer, Mixed By – Chaps, Phil Harding & Ian Curnow
3. Message From East 17	0:33

## Slágerlista
| Slágerlista (1993)                           | Legjobb helyezés |
| -------------------------------------------- | ---------------- |
| Ausztrália (ARIA)                            | 4                |
| Finnország (Suomen virallinen lista)         | 10               |
| Franciaország (SNEP)                         | 48               |
| Németország (IRMA)                           | 14               |
| Írország (Official German Charts)            | 40               |
| Izrael (Media Forest)                        | 2                |
| Japán (Oricon)                               | 7                |
| Litvánia (EHR)                               | 14               |
| Hollandia (Single Top 100)                   | 48               |
| Egyesült Királyság (Official Charts Company) | 11               |